# Mio Ezaki

Mio Ezaki (江崎 実生, Ezaki Mio, parfois transcrit en Mitsuo Ezaki ou en Jitsuo Ezaki), né le 3 janvier 1932 à Kumamoto, est un réalisateur et un scénariste japonais.

## Biographie
Mio Ezaki est né le 3 janvier 1932 à Kumamoto capitale de la préfecture du même nom, dans le sud-ouest de l'île de Kyūshū. Après des études à l'université de Kumamoto, il rentre au studio Nikkatsu, le plus ancien et l'un des plus prestigieux studios de cinéma et de télévision du Japon. Il commence en tant qu'assistant réalisateur de Toshio Masuda et fait ses débuts en tant que réalisateur en 1964 avec le film Hanayome wa jūgo sai (花嫁は十五才).
Mio Ezaki a réalisé près de quarante films entre 1964 et 1994 et écrit vingt scénarios entre 1958 et 1973.

## Filmographie partielle
- 1964 : Hanayome wa jūgo sai (花嫁は十五才?)
- 1964 : Kuroi kaikyo (黒い海峡?)
- 1965 : Aishi nagara no wakare (愛しながらの別れ?)
- 1965 : Ashita wa sakō hana sakō (明日は咲こう花咲こう?)
- 1965 : Kuroi tobakushi: Daisu de korose (黒い賭博師 ダイスで殺せ?)
- 1965 : Makao no ryū (マカオの竜?)[2]
- 1966 : Aitakute aitakute (逢いたくて逢いたくて?)
- 1966 : Kaerazeru hatoba (帰らざる波止場?)
- 1967 : Yogiri yo kon'ya mo arigatō (夜霧よ今夜も有難う?)[3]
- 1967 : Sabita pendanto (錆びたペンダント?)
- 1968 : Otoko no okite (男の掟?)
- 1968 : Burai hijō (無頼非情?)
- 1968 : Shikiyoku no hate (ある色魔の告白 色欲の果て?)
- 1969 : Onna no keisatsu (女の警察?)[4]
- 1969 : Yakuza wataridori: Akutō kagyō (やくざ渡り鳥 悪党稼業?)
- 1970 : Abare chōhan (あばれ丁半?)
- 1970 : Kigeki: Onna mo tsurai wa (喜劇 女もつらいわ?)
- 1970 : Ichi do wa ikitai onnaburo (いちどは行きたい女風呂?)
- 1971 : Bōryoku-dan norikomi (暴力団 乗り込み?)[5]
- 1973 : Kōkōsei burai hikae: Kanjirū Muramasa (高校生無頼控 感じるウ～ムラマサ?)